# Panco
A Panco é uma empresa alimentícia brasileira, atuando no segmento de panificação, produzindo e comercializando pães, bolos, biscoitos, panetones, salgadinhos entre outros.

## Histórico
A Panco foi fundada em 1952, no bairro Vila Ré, no distrito da Penha, Zona Leste de São Paulo pelos irmãos imigrantes okinawanos Jinko e Kiyotero Yonamine, que começaram a atuar no ramo da panificação através da Seven Boys, produzindo bolos e doces que eram distribuídos no varejo local.  
No início de suas atividades, a Panco produzia artesanalmente doces de vitrines e pães, que eram comercializados pelo próprio fundador em visitas pessoais às mercearias, chamadas na época de secos e molhados, e às padarias da região.
Em 1985, os irmãos decidiram separar os negócios. Jinko ficou com a marca Seven Boys e Kiyotero adotou o nome Panco. Por um acordo entre eles, a marca Seven Boys não poderia atuar nos mercados de São Paulo e Rio de Janeiro, regiões controladas pela Panco, que, em contra partida, não disputaria consumidores de Minas Gerais e da região Sul do país. Esse acordo expirou em 2002, e a Seven Boys, sob o comando de Iza Yonamine, aos poucos e encontrando resistência, reingressou no mercado paulista que responde por metade do consumo de pães industrializados do país. Rapidamente, recolocou a marca em grandes redes varejistas. A empresa também passou a atender varejistas no Rio de Janeiro, Goiás e Distrito Federal.

## Etimologia da palavra
O nome Panco vem do japonês pan-ko (パン粉), literalmente “farinha de rosca”, e foi escolhido por representar a principal matéria-prima, ou seja, a origem da maioria dos produtos, sendo a essência de sua existência.